# Austrogomphus angeli
Austrogomphus angeli е вид водно конче от семейство Gomphidae.

## Разпространение
Видът е разпространен в Австралия (Нов Южен Уелс и Южна Австралия).